# لندنديري (فيرمونت)
لندنديري (بالإنجليزية: Londonderry, Vermont)‏ هي بلدة تقع بولاية فيرمونت في الولايات المتحدة. تبلغ مساحتها 92.9 (كم²)، وترتفع عن سطح البحر 584 م، بلغ عدد سكانها 1709 نسمة في عام 2000 حسب إحصاء مكتب تعداد الولايات المتحدة وتصل الكثافة السكانية فيها 18.5 نسمة/كم2.

## أعلام
- إرنست ويلارد جيبسون

## وصلات خارجية
- www.londonderryvt.org
- The US50 - Cities and Towns in Vermont State
- Vermont Cities and Towns, Facts, Map, Flag, Colleges, Government, and More